# Collotheca polyphema
Collotheca polyphema är en hjuldjursart som beskrevs av Harry K. Harring 1914. Collotheca polyphema ingår i släktet Collotheca och familjen Collothecidae. Inga underarter finns listade i Catalogue of Life.